# Мавр Веронский
Мавр (VII век) — раннехристианский святой, епископ веронский. Дни памяти — 30 октября и 21 ноября.

## Биография
О жизни Мавра известно мало. В составленной в X веке официальной хронотассии епископов Вероны святой Мавр находится на тридцать втором месте, после святого Петра и перед святым Иоанном. Однако, по более поздним исследованием, между Петром и Мавром мог быть некто по имени Концессус II (что может не быть именем, но означать «исполняющего обязанности»), затем идёт святой Мавр (традиция приписывает ему занятие епископской кафедры с 612 по 622 годы), после которого идёт святой Роман. Все эти имена были прочитаны Де Росси в древней хронике Velo di Classe, однако в настоящее время они в ней более не читаются. Тем не менее, несмотря на сложности с датировкой и порядком веронских епископов, нет сомнений в существовании Мавра, поскольку его имя также упоминается в Ritmo Pipini и Стефановом надгробии (Lapide Stefaniana) X века, в Карпсунме (Carpsunm), в Древнем кафедральном лекционарии (Lezionario della Cattedrale), в Веронском и Римском мартирологах. 
VII век, на который пришлась жизнь святого Мавра, был временем, когда Италия входила в состав Лангобардского королевства. По всей видимости, лангобарды не вмешивались в религиозную жизнь в Вероне, и святой Мавр называется первым епископом, при котором произошло полное литургическое единение Веронской епархии со Святым Престолом. Через некоторое время после избрания на епископскую должность Мавр покинул Верону и поселился в горах, которые хроники называют «Салинскими» (итал. montagne Saline), где вёл уединённую жизнь, посвящая себя молитве и покаянию. Неизвестно, продолжал ли он при этом осуществлять управление епархией. Традиция рассказывает, что незадолго до смерти, будучи уже очень старым и истощённым, Мавр отправился в обратный путь в Верону, но по дороге умер на холме Сан-Феличе, ныне являющимся частью города.
Традиция также приписывает епископату Мавра и его последователей закладку нескольких известных впоследствии церквей и основание нескольких женских монастырей. Традиционно, согласно составленному в X веке списку веронских епископов, датой его смерти называется 21 ноября 622 года, однако некоторые современные источники указывают в виде «около 600 года».
В 1961 году конгрегация святых обрядов, по предложению епископа Вероны Джузеппе Карраро, собрала память святых веронских епископов в один праздник 30 октября.